# Woldstedtius caccabatus
Woldstedtius caccabatus là một loài tò vò trong họ Ichneumonidae.